# Собакина, Марфа Васильевна
Царица Ма́рфа Васи́льевна, урождённая  Соба́кина (ум. 13 ноября 1571) — третья жена Ивана Грозного, бывшая его супругой 15 дней, дочь коломенского дворянина.

## Биография

### Семья
О происхождении Марфы и о её семье известно мало, причём существуют разночтения. Сохранились сведения, что этот худородный дворянский род происходил из-под Коломны. Её отцом был Василий Степанович Собакин Большой (или Старший), хотя Таубе и Крузе ошибочно называют им новгородского купца Григория Собакина.
Род выдвинулся после женитьбы царя, однако после кончины Марфы снова исчез из виду. Как пишет Б. Н. Флоря, «когда царь в октябре 1571 года отпраздновал свой брак с Марфой, отец жены, Василий Степанович Собакин, был пожалован боярским саном, дядя, Василий Меньшой, стал окольничим, двоюродный брат царицы, Каллист, — царским кравчим, другой сын Василия Меньшого, Семён, — царским стольником».
Варлаам Собакин Меньшой после смерти Марфы был пострижен в монастырь. Двоюродные братья Марфы также пострадали — как отмечает Б. Н. Флоря, «не прошло и двух лет, как Каллист и Семён Собакины были обвинены в том, что „хотели чародейством извести“ царя и его детей, и были казнены вместе со своим отцом».
Указывается, что Малюта Скуратов, судя по всему, приходился Марфе Собакиной дальним родственником.

### Смотр
Марфа была выбрана в жёны царю после традиционной процедуры смотра невест (1571 год). Это был 2-й смотр, устроенный царём, вдовевшим уже 2 года, и 3-й на Руси вообще. Другая его участница — Евдокия Сабурова — была отдана в жены царевичу Ивану. На него по переписи дворянских «девок» в 1570 году было собрано около 2 тысяч девушек, из которых было отобрано сначала 24, потом 12 девиц.
Скучая вдовством хотя и не целомудренным, он уже давно искал себе третьей супруги... Из всех городов свезли невест в Слободу, и знатных и незнатных, числом более двух тысяч: каждую представляли ему особенно. Сперва он выбрал 24, а после 12... долго сравнивал их в красоте, в приятностях, в уме; наконец предпочёл всем Марфу Васильеву Собакину [...], в то же время избрав невесту и для своего старшего царевича, Евдокию Богдановну Сабурову. Отцы счастливых красавиц из ничего сделались боярами. (Карамзин)
В записках немцев Иоганна Таубе и Элерта Крузе сохранились сведения об этой процедуре. Когда девушек привозили на смотрины, царь «входил в комнату <…> кланялся им, говорил с ними немного, осматривал и прощался с ними». По свидетельству немцев, последнюю дюжину девушек осматривали уже обнажёнными. При этом присутствовал врач-англичанин Элизеус Бомелиус, выпускник Кембриджа, приехавший на службу в Россию, причём «доктор должен был осмотреть их мочу в стакане».
Как значилось в приговоре Священного собора:
«...о девицах многу испытанию бывшу, потом же царь надолзе времяни избрал себе невесту, дщерь Василия Собакина».

### Свадьба
Обручение состоялось 26 июня 1571 года, но наречённая невеста вскоре тяжело заболела и начала «сохнуть».
Брак, тем не менее, состоялся 28 октября 1571 года в Александровской слободе, поскольку 41-летний царь «положа на Бога упование, любо исцелеет».
На свадьбе свахами были жена и дочь Малюты Скуратова, а его дружками — сам Малюта и его зять Борис Годунов. Вероятно, именно Малюта «лоббировал» выбор данной невесты. Известно, что мероприятие было весёлым — из Великого Новгорода прибыли целая ватага скоморохов и подводы с ручными медведями — для царской свадебной потехи. Через неделю, 4 ноября, свадьбу сыграл царевич Иван Иванович, помолвленный в один день с отцом.

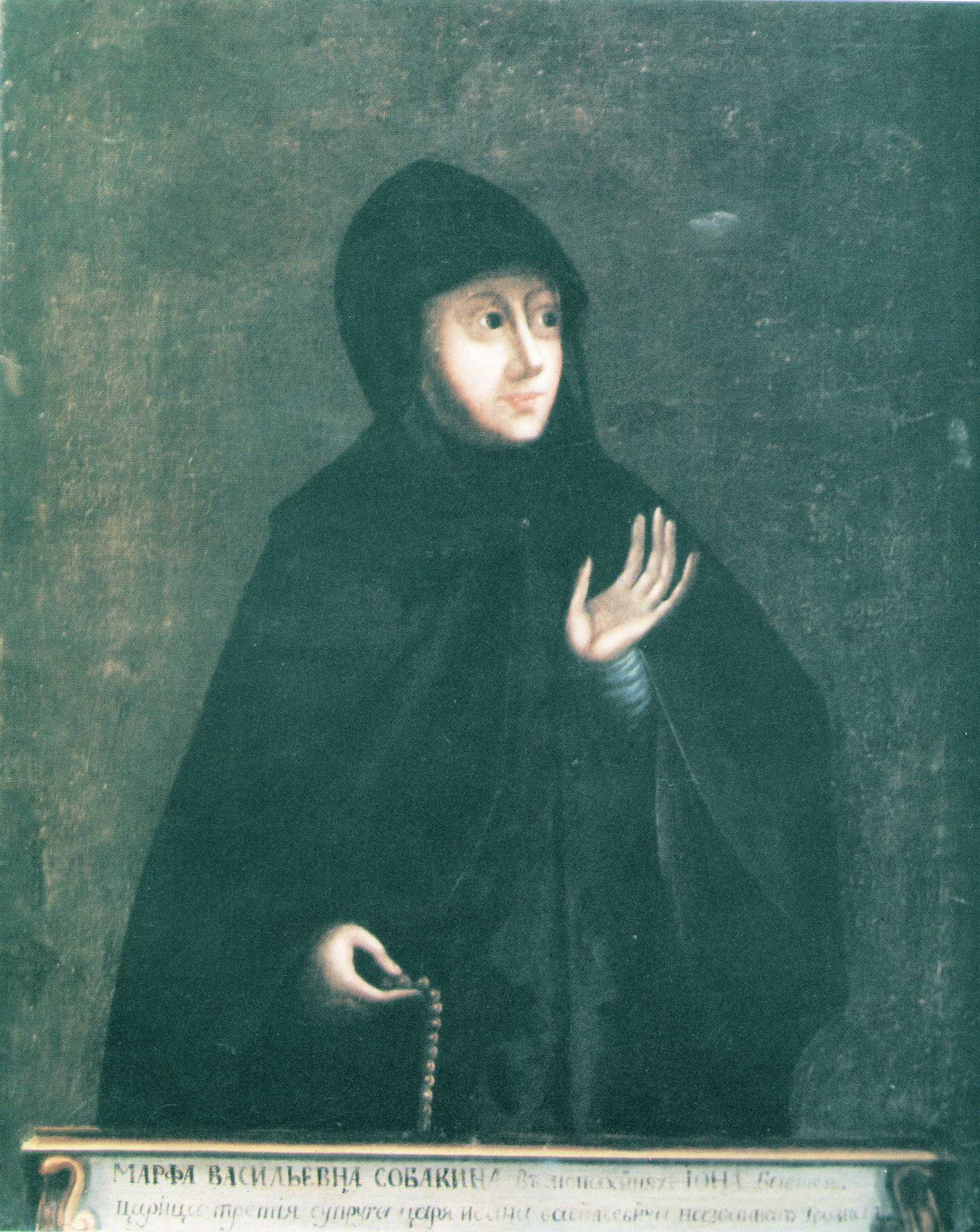
Портрет Марфы Васильевны Собакиной, список XVIII в. со старинного портрета

Уже после смерти Марфы, добиваясь права заключить запрещённый церковью 4-й брак (с Анной Колтовской, занявшей на том же смотре «2-е место»), в третий раз овдовевший Иван клялся духовенству, что из-за болезни невесты и её скоропостижной смерти она не успела стать ему женой — темные силы дьявольские «воздвиже ближних многих людей враждовати на царицу нашу, ещё в девицах сущу… и тако ей отраву злую учиниша». Высшее духовенство особым приговором подтвердило, что брак не был консумирован, так как венчанный муж девства невесты «не разрешил».

### Смерть
Царица Марфа скончалась через 15 дней после свадьбы. Как и в случае с первыми двумя жёнами Ивана, Анастасией Романовной и Марией Темрюковной, ранняя кончина царицы породила подозрения в отравлении и вызвала гнев Ивана. Официально было объявлено, что Марфу извели ядом: «Дьявол воздвиже ближних многих людей враждовати на царицу нашу, ещё в девицах сущу… и тако ей отраву злую учиниша». По некоторым данным, в ходе расследования было казнено 20 человек, в том числе трое двоюродных братьев Марфы казнены «за чародейство». Отец Марфы Василий Большой Собакин насильственно пострижен в монахи.
Существовало несколько кандидатур на роль того, кто «извел» невесту ядом. По одной из версий, это были родственники либо первой жены царя, либо второй — Романовы или Черкасские. По другому предположению, какое-то «зелье» Марфе передала её мать, заботясь о её «чадородии». В записках «О Московии» Даниил Принц фон Бухау писал: «В третий брак он вступил с одной боярыней, которая умерла, когда выпила какое-то питье, пересланное ей матерью чрез придворного (с помощью этого питья она, может быть, хотела приобресть себе плодородие); за это и мать, и придворного он казнил».
Духовная грамота царя Ивана Васильевича (июнь-август 1572 года) упоминает покойных Марфу и Марию Темрюковну с просьбой царевичам Ивану и Федору поминать их: «А что, по грехом, жон моих, Марьи да Марфы, не стало, и вы б жон моих, Марью да Марфу, а свои благодатныя матери [Анастасию Романовну], поминали во всем по тому, как аз уставил, и поминали бы есте их со всеми своими родители незабвенно».

### Захоронение
Царицу похоронили рядом с предыдущей женой царя — Марией Темрюковной (в Вознесенском соборе кремлёвского Вознесенского монастыря у западной стены храма; после сноса храма останки в 1930 году перенесены в Архангельский собор).
Надпись на крышке саркофага:

«В лето 7080 ноября в 14 день государя царя и великого князя Ивана Васильевича всея Руси преставис благоверная и христолюбивая царица великая княгиня Марфа на памят святаго апостола Филипа на первом часу дни».

Исследование останков Марфы, проведённое в 1990-е годы, не выявило ядовитых металлов и прочих устойчивых веществ; это, впрочем, не исключает использования растительного яда, не поддающегося химическому анализу.
Существует легенда, что во время вскрытия гробницы царская невеста лежала в гробу бледная, но как бы живая, не тронутая тлением, несмотря на то, что пролежала под землёй 360 лет. Однако в течение нескольких минут её лицо почернело и превратилось в прах. По утверждению Т. Д. Пановой, эта легенда ничего общего с действительностью не имеет.
В саркофаге также был обнаружен хорошо сохранившийся головной убор — волосник, украшенный вышивкой, и уникальный стеклянный кубок итальянской работы на серебряном поддоне, не имеющий аналогов в музейных собраниях России.
В 2003 году криминалист С. А. Никитин восстановил по её черепу скульптурный портрет.

## В искусстве
- Истории Собакиной посвящена пьеса Л. А. Мея «Царская невеста» (1849); спустя полвека по пьесе Мея написана одноимённая опера (1899) Н. А. Римского-Корсакова, которая в свою очередь экранизирована в 1965 году. В роли Марфы Раиса Недашковская.
- В пьесе Михаила Булгакова «Иван Васильевич» и в поставленном по ней фильме «Иван Васильевич меняет профессию» Марфой Васильевной зовут жену Ивана Грозного. Роль Марфы Васильевны в фильме исполнила Нина Маслова.
- Иван Грозный (телесериал) (2009) — Дарья Щербакова.